# Розенфельд, Якоб
Я́коб Ро́зенфельд (нем. Jakob Rosenfeld), в Китае известен как генерал Ло или Ло Шэнтэ (кит. трад. 羅生特, упр. 罗生特, пиньинь Luó Shēngtè; 1903—1952) — австрийский врач еврейского происхождения, участник японо-китайской войны, министр здравоохранения во временном революционном правительстве Китая.

## Биография
Родился 11 января 1903 в Лемберге (ныне город Львов, Украина) в семье офицера австро-венгерской армии, служащего в 7-м уланском полку. В 1910 году семья Розенфельдов переехала в Вёллерсдорф в Нижней Австрии, где его мать унаследовала сельскохозяйственную ферму. Молодой Якоб учился в школе в Винер-Нойштадт, а в 1921 году начал изучать медицину. В 1928 году получил диплом доктора и начал заниматься медицинской деятельностью, специализируясь как гинеколог. В течение нескольких лет получил известность и признание как врач, а его кабинет в центре Вены не знал отбоя от посетителей.
Доктор Розенфельд симпатизировал социал-демократам. После аншлюса Австрии пытался бежать из Вены, но был схвачен гестапо. Якоб был заключён в концлагерь в Дахау, а затем в Бухенвальде. В конце 1939 года был освобождён с условием в течение 14 дней покинуть территорию нацистской Германии.
Розенфельд воспользовался единственной доступной возможностью покинуть Германию без визы и отправился в Шанхай. В районе для иностранцев открыл свою клинику. В кафе «Фиакр» он познакомился с Сун Цинлин, вдовой Сунь Ятсена. В Шанхае он установил контакт с китайскими коммунистами и решил принять участие в борьбе с японцами. Розенфельд в 1941 году решил вступить в ряды Новой четвёртой армии Мао Цзэдуна. Был полевым врачом, прививал китайским медикам знания о гигиене и современной медицине. После возведения в генеральский чин Розенфельд вошёл в элиту ЦК КПК. Особенно близок он был с Лю Шаоци и Чэнь И, — будущими председателем и министром иностранных дел КНР соответственно. Последней военной должностью, которую занимал генерал Ло, был пост командующего медицинским корпусом Китайской народной армии.
В 1947 году занимал должность министра здравоохранения во временном революционном правительстве Китая.
После победы китайской революции приехал в Вену, но не нашёл там никого из родственников. К тому же начались проблемы со здоровьем. Летом 1951 года переехал в Израиль, где стал работать в больнице в Тель-Авиве. Долго ждал оформления визы на возвращение в Китай, которую получил в начале 1952 года, но выехать туда уже не успел.
22 апреля 1952 года доктор Якоб Розенфельд скончался в Тель-Авиве от сердечного приступа.

## Память
В честь генерала Ло поставлен памятник и названа больница в уезде Инань (Линьи, в Шаньдуне).
Его именем названа улица и выпущена серия из трёх марок КНР с его портретом.
В Национальном музее Китая в Пекине Розенфельду посвящена целая экспозиция, общей площадью 800 квадратных метров. Экспозиция была открыта Председателем КНР Ху Цзиньтао.
Дневник, который он вёл с весны 1941 года до 1 октября 1949 года, когда была провозглашена Китайская Народная Республика, опубликован усилиями его сестры.

## Публикации
- Jakob Rosenfeld. Ich kannte sie alle. Tagebücher aus China 1941—1949 / Ann Margaret Frija-Rosenfeld, Gerd Kaminski[англ.]. — Löcker-Verlag, 2002. — 230 S. — ISBN 3-85409-363-2.